# Mario Arnello
Mario Arnello Romo (Santiago, 25 de diciembre de 1925) es abogado, académico, poeta y político nacionalista chileno. Diputado por la 7ª Agrupación Departamental "Santiago" en dos períodos consecutivos entre 1969 y 1973. Fundador del Partido Nacional en 1966. Director de la Dibam desde 1986 a 1990. Embajador especial ante la ONU los años 1974-1978 y ante la OEA entre 1974 y 1976.

## Primeros años de vida
Mario Arnello nació el 25 de diciembre de 1925 en Santiago de Chile. Sus padres fueron José Arnello Alcorta y Zulema Romo Romo. Por el lado materno estuvo ligado desde temprano a la política nacional. Gracias a su tío Luis Salas Romo, político radical, diputado, senador y ministro, conoció a la edad de ocho años a Arturo Alessandri Palma. 
Realizó sus estudios secundarios en el Instituto Nacional, donde fue presidente del Centro de Alumnos. Pero además, en 1941 mientras cursaba el 5° de humanidades participa en la creación –luego será presidente- de la Academia de Letras Castellanas (Alcin) del histórico establecimiento, donde pudo compartir con escritores como Pablo Neruda, Salvador Reyes y Francisco Coloane. Al margen de estas actividades, las dos pasiones de Mario Arnello, en la época de estudiante secundario le tocó presenciar el incidente que el 5 de septiembre de 1938 desembocó en la llamada Matanza del Seguro Obrero.
En la década del 40 ingresó a la Escuela de Derecho de la Universidad de Chile, titulándose de abogado con la tesis "Sindicalismo", la cual fue aprobada con distinción. Continuando con su carrera académica, más adelante recibió una beca del Instituto de Cultura Hispánica para efectuar un doctorado en Derecho en la Universidad de Madrid. Esta vez, la tesis se tituló "Sindicalismo Nacional", 1953.

## Vida pública
En el plano laboral, se desempeñó como abogado de numerosos sindicatos, gremios y federaciones industriales y campesinas. Entre 1954 y 1955 colaboró, ad honorem, con dos ministros del Trabajo. Participó, a su vez, en proyectos de reforma del Código del Trabajo, de leyes estabilizadoras y de la creación de una universidad laboral. En el área docente, ejerció como profesor de Sindicalismo y Derecho del Trabajo en el Instituto de Seguridad Social, ejerciendo hasta 1956. 
Durante su época universitaria se desliga un tanto del área poética y crea, junto a Arturo Fontaine Aldunate, Fernando Leiva, Gonzalo Vial Correa y Ricardo Rivadeneira, el periódico político de tendencia nacionalista “MAS”. En la misma línea política, un poco antes y asombrado por la figura del general Ariosto Herrera, ingresa al Movimiento Nacionalista de Chile, dirigido por Guillermo Izquierdo Araya. Luego, en la época del gobierno de Gabriel González Videla, se pasó a Unión Nacionalista, cuyo primer presidente fue Juan Gómez Millas. En la década del 50, influido por las ideas nacionalistas de Jorge Prat, ingresa a la revista “Estanquero” y, años después, funda el movimiento de Acción Nacional con Jorge Prat y Sergio Onofre Jarpa.
A estas alturas resulta más que evidente que las ideas nacionalistas gravitaban con fuerza en la mentalidad de Arnello. Fueron sus padres quienes inculcaron el sentido patriótico. A ellos, les siguió el influjo de los nacionalistas criollos como Nicolás Palacios, Francisco Antonio Encina y Alberto Edwards Vives. Así, en la visión política de Arnello los conceptos de nación y patria cobran especial relevancia; sobre este último dirá que es una especie de sentimiento telúrico que lo vincula a la tierra natal.
En el transcurso de la década del 50 e inicios de la siguiente, la tendencia política a la que adscribía Mario Arnello tenía una discretísima incidencia tanto en la política chilena como en su sector, la derecha, dominada indiscutiblemente por el Partido Liberal y el Conservador. Sin embargo, las cosas pronto cambiarían a favor de Arnello y los nacionalistas.
En 1963, en las postrimerías del gobierno de Jorge Alessandri Rodríguez, Mario Arnello funda junto Sergio Onofre Jarpa el Movimiento de Acción Nacional, liderado por Jorge Prat Echaurren y que pretendía ser la plataforma para su candidatura a la presidencia en 1964. De hecho, Arnello fue coordinador general de la candidatura de Prat. Sin embargo, ese año, no sólo no prosperó la candidatura de Prat, sino que los partidos históricos de la derecha, el Conservador y el Liberal, sufrieron una fuga de votantes que los dejó al borde de la extinción. Fue en esas horas de retroceso en que las tendencias del nacionalismo y el agrario-laborismo cobran fuerza, y logran fusionar en 1966 a toda las fuerzas de derecha en torno a un nuevo referente; el Partido Nacional, cuyo primer presidente fue Víctor García Garzena. Corría 1966, y Mario Arnello Romo se reveló como el principal ideólogo en la redacción de los Fundamentos Doctrinarios y Programáticos del nuevo conglomerado de derecha que rápidamente iría a recuperar la votación que el Partido Demócrata Cristiano les expropió.
Perfilando este rol de ideólogo de la nueva derecha nacionalista, sería redactor de las revistas “Qué Pasa” y “Portada”. Asimismo, entre 1966 y 1967 se desempeñó como comentarista político en radio y televisión. En marzo de 1971 fue uno de los fundadores del diario Tribuna, de ideología contraria al gobierno de Salvador Allende.

### Otras actividades públicas

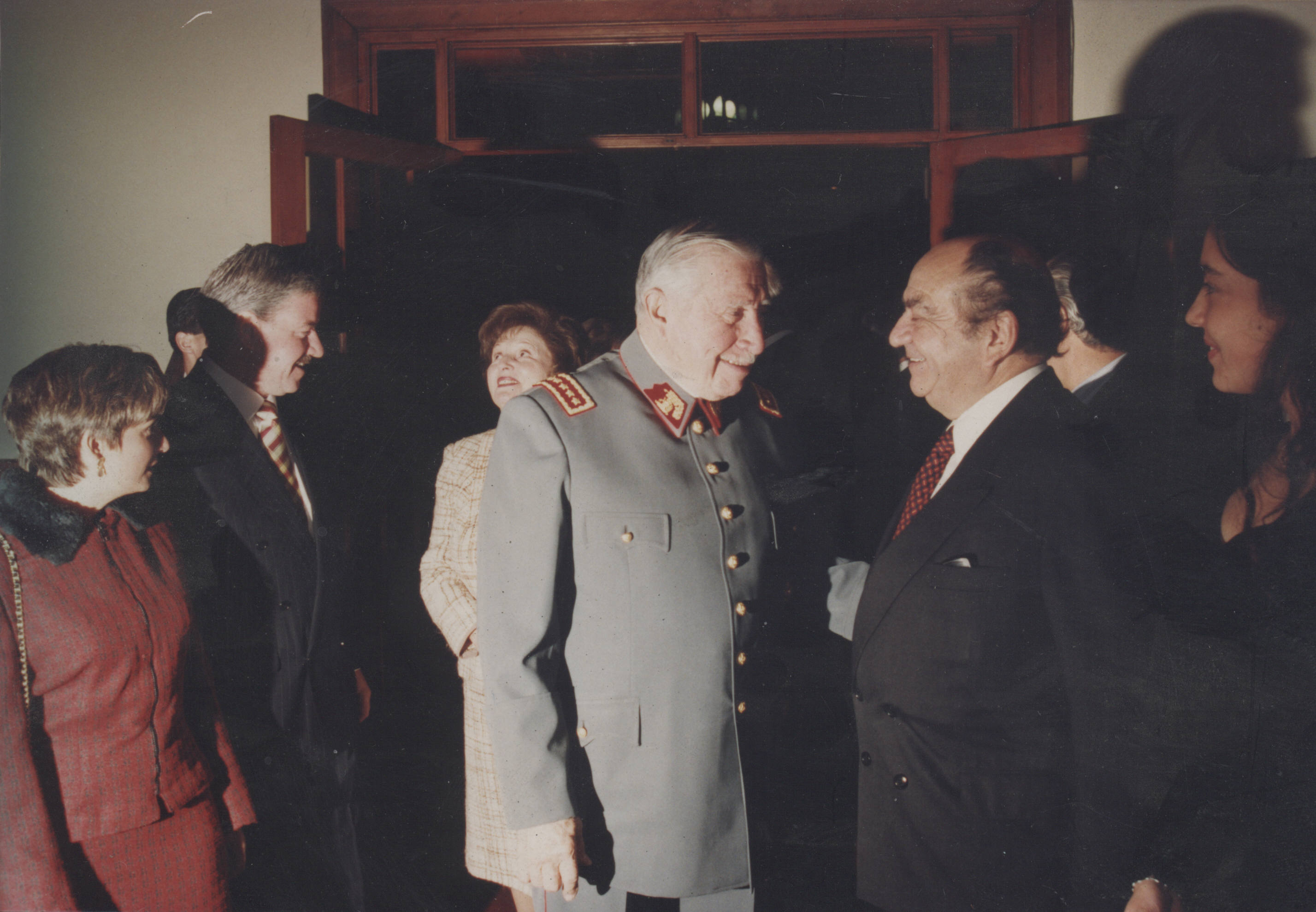
Arnello junto a Augusto Pinochet.

El exdiputado Arnello ocupó diversos cargos durante la dictadura militar. En 1974 fue designado delegado ante las Naciones Unidas y consejero de la Caja de Accidentes del Trabajo. Paralelamente, ejerció como embajador de Chile en la 29ª y 30ª Asamblea General de las Naciones Unidas, NU, y a la V Asamblea General de la Organización de los Estados Americanos, OEA, entre 1974 y 1975.
Durante esos años, también, fue ministro plenipotenciario en la Conferencia de Costa Rica para la modificación del Tratado Interamericano de Asistencia Recíproca y fue enviado especial del Presidente de la República a Colombia y Ecuador. Retomando su actividad laboral, ejerció como fiscal de la Línea Aérea Nacional, LAN, hasta el año 1979, cargo que debió abandonar por su oposición a la privatización de dicha empresa. Más adelante, desde el 1 de junio de 1981 al 1 de abril de 1982, participó en la 4ª Comisión Legislativa, como titular y reemplazante. En 1986 fue nombrado director general de la Dirección de Bibliotecas, Archivos y Museos, cargo que sirvió hasta 1990.
Es profesor de las cátedras de Derecho Internacional Público y de Fronteras de Chile, en la Facultad de Derecho de la Universidad de Chile, cargo que ocupa por años, además fue el presidente de la Comisión de Evaluación Académica y Consejero de libre elección en dicha Facultad, y ejerce libremente su profesión.
Es escritor, ensayista sobre temas contingentes, como geopolítica, entre otras materias. Además es miembro de la Sociedad de Escritores de Chile y del Grupo Fuego, de poesía.

## Historial electoral

### Elecciones parlamentarias de 1973
Diputado por la Séptima Agrupación Departamental, Primer Distrito (Santiago)